# Эмих Кирилл (князь Лейнинген)
Эмих Кирилл, князь Лейнингенский (нем. Emich Kirill Ferdinand Hermann Fürst zu Leiningen; 18 октября 1926, Кобург — 30 октября 1991, Аморбах) — глава княжеского дома Лейнинген и титулярный князь Лейнингенский (2 августа 1946 — 30 октября 1991).

## Ранняя жизнь
Эмих Кирилл родился в Кобурге (Веймарская республика). Старший сын Карла, князя Лейнингенского (1898—1946), и его супруги, великой княжны Марии Кирилловны Романовой (1907—1951). По отцовской линии внук Эмиха, 5-го князя Лейнингена, и принцессы Теодоры Гогенлоэ-Лангенбургской, а по материнской линии — великого князя Кирилла Владимировича Романова и принцессы Виктории Мелиты Саксен-Кобург-Готской.
По матери Эмих Кирилл был потомком королевы Великобритании Виктории и российского императора Александра II, а по отцу — потомком королей Швеции из династии Ваза. Эмих Кирилл Лейнингенский являлся потомком князя Карла Лейнингенского, принцессы Теодоры Лейнингенской и английской королевы Виктории, трех детей от двух браков принцессы Виктории Саксен-Кобург-Заальфельдской (1786—1861).

## Князь Лейнинген
После смерти своего отца в 1946 году Эмих Кирилл стал главой княжеского дома Лейнинген и титулярным князем Лейнингенским.
Бизнесмен и предприниматель, он владел 1955 Mercedes-Benz 300SL Gullwing Coupe Chassis.
Князь Эмих Кирилл Лейнингенский поссорился со своим старшим сыном, принцем Карлом Эмихом, который в 1991 году вступил в морганатический брак, и лишил его наследства.
30 октября 1991 года 65-летний князь Эмих Кирилл Лейнингенский скончался в Аморбахе. Его титул унаследовал его второй сын, принц Андреас Лейнингенский, ставший новым главой княжеского дома Лейнинген.

## Семья
10 августа 1950 года в Растеде князь Лейнингенский женился на герцогине Эйлике Ольденбургской (1928—2016), четвертом ребенке и второй дочери Николауса, наследного великого герцога Ольденбургского (1897—1970), и принцессы Елены Вальдек-Пирмонтской (1899—1948). У них родилось четверо детей:
- Принцесса Мелита Элизабет Батильда Элен Маргарита Лейнингенская (род. 19 июня 1951), муж с 14 апреля 1978 года Хорст Легрум (1929—1994). Детей у них не было.
- Принц Карл Эмих Лейнингенский (род. 12 июня 1952), 1-я жена с 8 июня 1984 года принцесса Маргарита Гогенлоэ-Эринген (1960—1989), 2-я жена с 15 июня 1991 года Габриэла фон Тиссен (род. 1963), развод в 1998 году, 3-я жена с 8 сентября 2007 года графиня Изабелла фон унд цу Эглофштейн (род. 12 марта 1975). У принца Карла Эмиха родились трое детей от трёх брачных союзов:
  - Принцесса Сесилия Лейнингенская (род. 10 июня 1988), от первого брака
  - Принцесса Тереза Лейнингенская (род. 16 апреля 1992), от второго брака
  - Принц Эмих Лейнингенский (род. 2010), от третьего брака
- Андреас, князь Лейнингенский (род. 27 ноября 1955), женат с 5 октября 1981 года на принцессе Александре Ганноверской (род. 18 февраля 1959), трое детей
- Принцесса Стефания Маргарита Лейнингенская (1 октября 1958 — 23 сентября 2017), замужем не была. Детей не имела.